# Ricardo Antonio Chavira
Ricardo Antonio Chavira, surnommé Ricardo Chavira, né le 1er septembre 1971 à Austin, au Texas, aux (États-Unis), est un acteur américain.

## Biographie

### Jeunesse
Ricardo Antonio Chavira est né à Austin au Texas, fils d'un juge du Comté de Bexar Juan Antonio Chavira.
Il a grandi à San Antonio.
Il fut diplômé de Robert E. Lee High School et de l'université du Verbe incarné.

### Vie privée
Il est en couple depuis 1989 avec Marcea Dietzel, avec qui il s'est marié le 22 septembre 2007 à San Antonio au Texas et a 2 enfants, Tomas Antonio, né en 2003 et Belen Elysabeth, née le 28 juillet 2008.

### Carrière
Ricardo Chavira débute dans le milieu du cinéma dans le court-métrage intitulé De vaqueros, aventuras y más cosas (1987) mais ce n'est que 14 ans plus tard qu'il refera parler de lui dans ce milieu.
En 2001, il apparaît dans la série mythique New York Police Blues, qui annonce le début d'une période faste qui le voit apparaître au générique de séries comme le JAG, Philly, 24 heures chrono et Six pieds sous terre.
Néanmoins, on le connaît surtout grâce à son rôle dans la série Desperate Housewives où il incarne Carlos Solis, le mari de Gabrielle Solis .
Depuis son succès dans Desperate Housewives, il est activement impliqué dans la lutte contre le cancer du sein, une maladie qui lui a enlevé sa mère Elizabeth Ries Chavira (âgée de 43 ans), alors qu'il n'avait que 15 ans.
En 2013 il joue dans la série Welcome to the Family qui sera annulée après trois épisodes, pour cause de mauvaises audiences.

## Filmographie

### Films
- 1987 : De Vaqueros, aventuras y mas cosas de Dominique Jonard (court-métrage)
- 1987 : Así sucede en los pueblos de Dominique Jonard (court-métrage)
- 2001 : Barstow 2008 de Bob Morrow : Guaco
- 2002 : Boris de Francesca Galesi : Frank (court-métrage)
- 2004 : Alamo (The Alamo) de John Lee Hancock : le privé Gregorio Esparza
- 2007 : Rockaway de Josh Crook et Jeff Crook : Dave
- 2007 : Cosmic Radio de Steven Savage (pl) : Vasquez
- 2008 : Ball Don't Lie (en) de Brin Hill : Ruben
- 2008 : Days of Wrath (en) de Celia Fox : détective Romeros
- 2008 : Saving God (en) de Duane Crichton : Danny Christopher
- 2009 : Don't Let Me Drown de Cruz Angeles : Dionisio
- 2010 : Chasing 3000 (en) de Gregory J. Lanesey : Dr Boogie
- 2010 : Piranha 3D d'Alexandre Aja : Sam
- 2015 : Powder and Gold de Felix Limardo : Don Toribio
- 2016 : Being Charlie de Rob Reiner : Drake
- 2018 : Tournament de Patricia DiSalvo Viayra : Steve

### Films d'animation
- 2009 : Superman/Batman : Ennemis publics (Superman/Batman: Public Enemies) de Sam Liu : la Force Majeure
- 2011 : Dead Space: Aftermath de Mike Disa (en) : Alejandro Borges

### Télévision

#### Téléfilms
- 2007 : Kings of South Beach : Enrique
- 2017 : Mission Control de Jeremy Podeswa : Diaz
- 2019 : Noël Actually de Deanne Foley : Kevin Portillo

#### Séries télévisées
- 2001-2003 : JAG : capitaine Rapaport (saison 6, épisode 18 / saison 9, épisode 9)
- 2001 : New York Police Blues : Kenny Sotomayor (saison 8, épisode 12)
- 2001 : Philly : A.D.A. Eddie Price (saison 1, épisode 6)
- 2002 : The Grubbs : coach Garra (saison 1, épisode 1)
- 2002 : 24 heures chrono : agent Bundy (saison 1, épisode 13)
- 2002 : Six Feet Under : Ramon (4 épisodes - saison 2, épisodes 2, 6, 7 et 8)
- 2002 : Division d'élite : Bernard (saison 2, épisodes 1 et 15)
- 2003 : Le Cartel (mini-série - saison 1, épisode 6)
- 2003 : Joan of Arcadia : sergent Eddie Fosberg (saison 1, épisode 4)
- 2004-2012 : Desperate Housewives : Carlos Solis (rôle principal, 180 épisodes[3])
- 2005 : Une famille du tonnerre : Victor (saison 4, épisode 22)
- 2007-2008 : Monk : Jimmy Belmont (2 épisodes[4])
- 2013 : Welcome to the Family : Miguel Hernandez (rôle principal, 12 épisodes[5])
- 2013 : Warehouse 13 : détective Briggs (saison 4, épisode 15)
- 2013 : Burn Notice : Rafael Serano (2 épisodes - saison 7, épisodes 3 et 4)
- 2014 : Bad Teacher : Tico (2 épisodes - saison 1, épisodes 4 et 6)
- 2015 : Castle : Alex Lopez, un membre du congrès (saison 7, épisode 18)
- 2016 : Telenovela : Martin (saison 1, épisode 9)
- 2016-2017 : Scandal : le gouverneur Francisco Vargas (rôle récurrent, 15 épisodes)
- 2016-2017 : Jane the Virgin : Bruce (rôle récurrent, 8 épisodes)
- 2017 : Santa Clarita Diet : Dan (saison 1, 7 épisodes)
- 2017 : Hawaii 5-0 : Agent Callaghan (1 épisode)
- 2018 : Kevin Can Wait : Frank (2 épisodes)
- 2018 : Rise : Johnny Cruz (1 épisode)
- 2020 : Selena : La série : Abraham Quintanilla (rôle principal)
- 2021: Chicago PD: Sal Ortiz (1 épisode - Saison 9 épisode 6[6])
- 2023 : Glamorous : Teddy, le chaffeur de Madolyn (7 épisodes)
- 2025 : Ballard : l'inspecteur Robert Olivas (8 épisodes)

### Jeux vidéo
- Dead Space 3 : sergent John Carver (voix originale)

## Distinctions

### Récompenses
- 11e cérémonie des Screen Actors Guild Awards 2005 : Meilleure distribution pour une série comique pour Desperate Housewives (2004-2012) partagée avec Andrea Bowen, Marcia Cross, Steven Culp, James Denton, Teri Hatcher, Felicity Huffman, Cody Kasch, Eva Longoria, Jesse Metcalfe, Mark Moses, Nicollette Sheridan et Brenda Strong.
- 12e cérémonie des Screen Actors Guild Awards 2006 : Meilleure distribution pour une série comique pour Desperate Housewives (2004-2012) partagée avec Roger Bart, Andrea Bowen, Mehcad Brooks, Marcia Cross, Steven Culp, James Denton, Teri Hatcher, Felicity Huffman, Brent Kinsman, Shane Kinsman, Eva Longoria, Mark Moses, Doug Savant, Nicollette Sheridan, Brenda Strong et Alfre Woodard.

### Nominations
- 2006 : Gold Derby Awards de la meilleure distribution de l'année dans une série télévisée comique pour Desperate Housewives (2004-2012) partagée avec Andrea Bowen, Mehcad Brooks, Richard Burgi, Marcia Cross, James Denton, Harriet Sansom Harris, Teri Hatcher, Zane Huett, Felicity Huffman, Cody Kasch, Brent Kinsman, Shane Kinsman, Joy Jorgensen, Eva Longoria, Mark Moses, Shawn Pyfrom, Doug Savant, Nicollette Sheridan, Brenda Strong et Alfre Woodard.
- 13e cérémonie des Screen Actors Guild Awards 2007 : Meilleure distribution pour une série comique pour Desperate Housewives (2004-2012) partagée avec Andrea Bowen, Richard Burgi, Mehcad Brooks, Marcia Cross, James Denton, Teri Hatcher, Josh Henderson, Zane Huett, Felicity Huffman, Kathryn Joosten, Nashawn Kearse, Brent Kinsman, Shane Kinsman, Joy Jorgensen, Eva Longoria, Kyle MacLachlan, Laurie Metcalf, Shawn Pyfrom, Doug Savant, Dougray Scott, Nicollette Sheridan, Brenda Strong, Kiersten Warren et Alfre Woodard.
- 2008 : ALMA Awards du meilleur acteur dans un second rôle dans une série télévisée dramatique pour Desperate Housewives (2004-2012) pour le rôle de Carlos Solis.
- 14e cérémonie des Screen Actors Guild Awards 2008 : Meilleure distribution pour une série comique pour Desperate Housewives (2004-2012) partagée avec Andrea Bowen, Marcia Cross, Dana Delany, James Denton, Nathan Fillion, Lyndsy Fonseca, Rachel G. Fox, Teri Hatcher, Zane Huett, Felicity Huffman, Kathryn Joosten, Brent Kinsman, Shane Kinsman, Joy Jorgensen, Eva Longoria, Kyle MacLachlan, Shawn Pyfrom, Doug Savant, Dougray Scott, Nicollette Sheridan, John Slattery et Brenda Strong.
- 2009 : ALMA Awards du meilleur acteur dans une série télévisée comique pour Desperate Housewives (2004-2012) pour le rôle de Carlos Solis.
- 15e cérémonie des Screen Actors Guild Awards 2009 : Meilleure distribution pour une série comique pour Desperate Housewives (2004-2012) partagée avec Kendall Applegate, Andrea Bowen, Charlie Carver, Max Carver, Marcia Cross, Dana Delany, James Denton, Lyndsy Fonseca, Rachel G. Fox, Teri Hatcher, Zane Huett, Felicity Huffman, Brent Kinsman, Shane Kinsman, Joy Jorgensen, Eva Longoria, Kyle MacLachlan, Neal McDonough, Joshua Logan Moore, Shawn Pyfrom, Doug Savant, Nicollette Sheridan et Brenda Strong.
- 2010 : Imagen Foundation Awards du meilleur acteur dans une série télévisée comique pour Desperate Housewives (2004-2012) pour le rôle de Carlos Solis.
- 2011 : ALMA Awards de l'acteur préféré dans une série télévisée comique pour Desperate Housewives (2004-2012) pour le rôle de Carlos Solis.
- 2021 : Imagen Foundation Awards du meilleur acteur dans une série télévisée dramatique pour Selena : La série (2020).

## Voix françaises

### En France
En France, Bernard Gabay est la voix française régulière de Ricardo Antonio Chavira.
- Bernard Gabay dans :
  - Desperate Housewives (série télévisée)
  - Monk (série télévisée)
  - Warehouse 13 (série télévisée)
  - Burn Notice (série télévisée)
  - Castle (série télévisée)
  - Scandal (série télévisée)
  - Santa Clarita Diet (série télévisée)
  - Hawaii 5-0 (série télévisée)
  - Chicago P.D. (série télévisée)
  - Truth Be Told : Le Poison de la vérité (série télévisée)
  - Glamorous (série télévisée)

- Jean-François Aupied dans Six Feet Under (série télévisée)
- Marc Perez dans Superman/Batman : Ennemis publics (film d'animation)
- David Krüger dans Piranha 3D
- Vincent Bonnasseau dans Jane the Virgin (série télévisée)
- Constantin Pappas dans Noël Actually (téléfilm)
- Marc Wilhelm dans Will Trent (série télévisée)